# سوار مرصع
السوار المُرَصَّع هو سوار معصم مصنوع عادة من الجلد الأسود وله مسامير معدنية. يُلَف حول المعصم و يُثبَّت بشريط واحد أو أكثر، أو في حالات نادرة بأزرار بسيطة. إنه إكسسوار أزياء معتاد يرتديه البانكيون والقوطيون ومحبي موسيقى الميتال.
في ولاية ماساتشوستس الأمريكية، يعتبر السوار المرصع سلاحاً غير قانوني.